# وليد الشبلي
وليد الشبلي لاعب كرة قدم ليبي يلعب في مركز مهاجم. لعب لعدة أندية ليبية كبيرة يشغل اللاعب حاليا منصب فني وإداري في النادي الأهلي طرابلس.

## مسيرته الرياضية
1. الأهلي طرابلس حتى سنة 2005.
2. نادي الشط الليبي في الفترة ما بين 31\1\2005 حتى 31\8\2006.
3. نادي المدينة في الفترة ما بين 31\8\2006 حتى 27\12\2007.
4. نادي النصر الليبي في الفترة ما بين 27\12\2007 و حتى 31\8\2008.
5. عاد إلى نادي المدينة الليبي في الفترة ما بين 31\8\2008 و حتى 25\10\2010.
6. انتقل إلى نادي خليج سرت في 25\10\2010 و منها إلى نادي الشط الليبي مجددا. [2]